# Мартін Лоренцон
Мартін Лоренцон (нар. 1 квітня 1969) — шведський підприємець, мільярдер і засновник найпопулярнішого стримінгового сервісу «Spotify» і першої європейської дошки оголошень «TradeDoubler». З 2013 по 2018 роки входив до ради директорів компанії «Telia», яка володіла пакетом акцій «Мегафон» до 2017 року. З квітня 2019 року — радник шведської партії «Moderaterna» з питань інтеграції іммігрантів.

## Життєпис
Мартін Лоренцон (шведською вимовляється Луренцон) народився 1 квітня 1969 року на півдні Швеції в селі Осенхега комуни Гнуше провінції Смоланд, але в лютому 1970 року родина переїхала на околицю міста Буроса, де він і виріс в районі Хестра.
Його мама Бріта (швед. Brita Inger Margareta, 21 вересня 1936) — викладачка, батько Свен (швед. Sven Arne, нар. 1 липня 1932) — економіст, але в юності були спортсменами світового рівня; в 1948 році батько виграв естафету з бігу 4x1500 метрів на Олімпійських іграх для молоді. Має старшого брата, економічного консультанта Бу (швед. Bo Mikael, нар. 3 вересня 1963) і ще одного старшого сіблінга.
Мартін живе у Стокгольмі у трикімнатній квартирі в районі Васастан з 2005 року. Володіє квартирою на гірськолижному курорті Оре.
З 2017 року має відносини зі шведкою іранського походження Тарою Деракхшан і є інвестором в її стартап «Sniph», сервіс по розсилці пробників селективної парфумерії.
Мартін страждає розладом уваги і гіперактивністю. Він може працювати кілька днів поспіль, забуваючи поспати. Він займається спортом двічі на день, ходить до спортзалу опівночі, грає в падел-теніс, сквош, флорбол, пінг-понг, захоплюється гірським велосипедом і бігом.
Улюблені комп'ютерні ігри — «Hearthstone», «Diablo III» і «Counter-Strike».
Володів позашляховим автомобілем бізнес-класу «Audi Allroad Quattro Q3» 2007 року чорного кольору, але в інтерв'ю 2019 року сказав, що не має автомобіля і користується тільки велосипедом.
Почав навчатися гри на класичній гітарі в 2013 році, володіє Gibson Les Paul-58.
Улюблена кухня — традиційна шведська.

## Ідеологічні погляди
Мартін багато читає, щоранку він починає з читання бізнес-преси. Основою успіху він називає широку освіту в різних галузях знань, що стоїть за прийняттям інтуїтивних рішень. Мартін пропагує збільшення годин математики в початковій школі та введення програмування до навчального плану з першого року школи. В 2013 році він вступив до Братства принца Даніеля, пропагує підприємництво серед студентів. На виступах Братства у вишах Мартін говорить, що не варто брати до уваги приклади Марка Цукерберга або Даніеля Ека. Адже, шанс, що без вищої освіти можна заснувати успішну компанію дорівнює нулю. У 2016 році Мартін був обраний членом Королівської Інженерної академії, «ІВА», при Департаменті освіти та досліджень Швеції, яка займається інтеграцією науки, бізнесу та уряду. На посаді він займається лобіюванням збільшення обсягу технічної та економічної освіти в початковій школі.
Мартін захоплюється політикою і філософією. Він поділяє погляди соціал-демократів, але тяжіє до капіталістичного лібералізму, підтримує партію «Moderaterna». Спільно з Даніелем Еком, Мартін виступає палким критиком шведської соціальної економіки і високого оподаткування. На їхню думку, держава не приділяє належної уваги стартапам, спеціально створює житлову кризу в Стокгольмі для підтримки високих цін на нерухомість, і ускладнює процедуру залучення венчурного капіталу. Одна з головних форм залучення найкращих програмістів у стартапи — виділення їм великих опціонів компанії — неможлива в Швеції через те, що в разі успіху співробітники компанії будуть змушені платити 70 % податку з продажу опціону, в той час як в США ця ставка дорівнює 15 % для працівника та 0 % для засновників стартапу. «Spotify» не може найняти математиків і програмістів з Росії та України, тому що на отримання ними дозволу на роботу йде кілька місяців. Також Мартін обурений, що за законом шведські компанії не можуть організувати для своїх співробітників безкоштовні курси йоги, гольфу та інших спортивних ігор, а також популярні у стартапів безкоштовні буфети в офісі.
У квітні 2013 року стало відомо, що компанії Мартіна, що володіють частками в «Spotify» і «Telia», є офшорами («Rosello» на Кіпрі, а «Amaltea» — в Люксембурзі), і тому інформація про його реальні доходи недоступна для шведських податкових органів. У 2005 році він перереєстрував свою компанію «TradeDoubler» на Кіпрі і цим зменшив виплату податку на 9 мільйонів доларів. У 2006 році він виплатив 1,4 мільйона євро податків. «Spotify» до того моменту також був перереєстрований у Люксембурзі, де прибутковий податок низький. За інформацією ЗМІ, Мартін заборгував податковій службі Швеції 6 мільйонів євро за 2007—2010 роки, коли він подавав декларацію з нульовим доходом. Мартін відповів ЗМІ, що сплачує усі належні податки і йому довелося реєструвати фірми в офшорах через те, що інвестори не хочуть вкладати в компанії, зареєстровані в Швеції.
За підсумками скандалу, Мартіну була вручена нагорода «Міжнародний швед року» в 2014 році, а в травні 2015 року він отримав корпоративну нагороду «Affärsbragden» (Бізнес-подвиг) шведської економічної газети Svenska Dagbladet.
У квітні 2019 року Мартін став радником лідера партії «Moderaterna» Ульфа Крістерссона в комісії з питань інтеграції іммігрантів «Нової Шведської Моделі».

## Кар'єра
Ще під час навчання в початковій школі Сэрласкулан в Буросе Мартін розповідав однокласникам, що хотів би продати по спичечному коробку кожному китайцеві і стати мільярдером.
Старші класи Мартін навчався в гімназії імені Свена Еріксона на технічному напрямі. У школі він відвідував усі вечірки, але завжди ставив навчання на перше місце. Щоб підготуватися до іспиту, він брехав, що хворіє і не може прийти на вечірку.
У 1990 році він вступив на програму «Дороги і водопостачання» до Технічного університету Чалмерса в Гетеборзі, де здобув магістерський ступінь Інженер в цивільному будівництві. Навесні 2015 року альма-матер присудила Мартіну почесний докторський ступінь.
Паралельно в сусідньому Гетеборзі він слухав курси в Університеті бізнесу і проходив практику на заводі «Volvo Torslanda».
Після закінчення навчання в 1995 році він вступив до телекомунікаційної компанію «Telia» на стажування,, і завдяки гарним відносинам з керівником потрапив до Сан-Франциско в офіс «AltaVista», найшвидшою пошукової системи того часу. У кремнієвій долині Мартін познайомився з найкращими інтернет-бізнесменами. Повернувшись до Швеції почав працювати в інвестиційній компанії «Cell Ventures», де зустрів сина засновників шведської марки одягу «Joy» Фелікса Гагне. Він поділився з Мартіном, що продажі через інтернет дуже складні. Разом вони почали думати, як вирішити цю проблему і в червні 1999 року заснували компанію «Netstrategy», яка пізніше стала найбільшою скандинавською мережею онлайн реклами «Tradedoubler».
Компанія дуже швидко стала приносити дохід і привернула до себе увагу в Швеції: у 2001 році вона отримала приз «IT-rookie of the Year» від «Guldmusen» , у 2002 році — «Achievement Award» від Шведського торгового представництва у Великій Британії, і в 2004 р. — «Export Hermes» з рук принцеси Вікторії як найкращий експортер Швеції.
Саме тоді Мартін навчився переговорів з потенційними інвесторами. Він переїхав до Німеччини. В інтернет-бізнесі почався підйом і в 2005 році Мартін продав частину своїх акцій компанії за 70 мільйонів шведських крон. Мартін визнає роль удачі і випадковості в цьому успіху.
У 2005 році він повернувся до Швеції і почав шукати інші компанії, в які можна інвестувати з метою подальшої перепродажу. Так у 2006 році за 1 мільйон євро купив сервіс «Advertigo» у Даніеля Ека. Між ними зав'язуються дружні відносини — обидва вони знаходяться в депресії через несподівано набутого багатства і втраченої мети в житті. За рік після переїзду в Стокгольм у квітні 2005 році Мартін купив тільки матрац і стілець IKEA.
Мартін вивчає економіку в Стокгольмській школі економіки і відвідує курси риторики й аргументації в Стокгольмському Університеті.
З квітня 2013 року по березень 2018 року Мартін був членом правління компанії «Telia», своєму першому робочому місці, де також володіє 230 тисячами іменних акцій компанії. За його заявою, він покинув пост через втрату інтересу, хоча ЗМІ звернули увагу, що напередодні «Telia» намагалася продати всі свої акції «Spotify», чим знизила б оціночну вартість його компанії, яка готується до виходу на біржу.
Мартін — один з інвесторів в сервіс з пошуку житла для студентів «Student.Com».

## Spotify
У квітні 2006 року Мартін і Даніель вирішили створити компанію, яку не будуть продавати і якій присвятять все життя. Мартін залишив посаду директора «Tradedoubler» і перевів Даніелю мільйон євро на розвиток нової компанії. У червні 2006 року вони зареєстрували «Spotify», стримінговий музичний сервіс, який фінансується з доходу від рекламних оголошень — бізнесу, з яким Мартін і Даніель були добре знайомі.
На зарплату розробникам, оренду офісів і прокат музичних ліцензій Мартін витрачав власні гроші. Вони намагалися залучити гроші інвесторів, але Мартіна не влаштовували умови, на яких їм пропонували співпрацювати. Через ці незаплановані витрати частка Мартіна в «Spotify» виявилася найбільшою — його опція оцінюється в більш ніж чотири мільярди доларів, він володіє 43,3 % права голосу і 12,7 % акцій. Його друг Фелікс Гагне, вирішив допомогти новій задумці колишнього колеги, володіє 6,6 % акцій вартістю 1,5 мільярда доларів.
Мартін обіймав посаду генерального директора в 2006—2013 роках і голови ради директорів у 2008—2016 роках, пізніше він поступився цією роль Даніелю. В інтерв'ю вони стверджують, що вони найкращі друзі і з 2006 року не було жодного дня, щоб вони не говорили хоча б раз на день.
Мартін відповідає за розробку подальших цілей компанії і стратегію розвитку, бюджету, зарплати, перевірку юридичних і річних фінансових звітів. Кожен квартал він проводить презентації для нових співробітників компанії з усього світу в офісі в Стокгольмі.